# Park Narodowy Serranía de los Yariguíes
Park Narodowy Serranía de los Yariguíes (hiszp. Parque nacional natural Serranía de los Yariguíes) – park narodowy w Kolumbii położony w departamencie Santander. Został utworzony 13 maja 2005 roku i zajmuje obszar 592,88 km². W 2008 roku został zakwalifikowany przez BirdLife International jako ostoja ptaków IBA. 

## Opis
Park znajduje się w dorzeczach rzek Sogamoso, Opón oraz Suarez i obejmuje pasmo górskie Serranía de los Yariguíes na wysokościach od 700 do 3400 m n.p.m. Pasmo to stanowi zachodnią odnogę Kordyliery Wschodniej. Niżej położoną część parku pokrywa wilgotny las równikowy. Wyżej rośnie tropikalny wilgotny las górski. Szczyty powyżej 2400 m n.p.m. zajmuje paramo.
Średnia roczna temperatura w parku wynosi w zależności od wysokości od +12 do +18 °C.

## Flora
Na terenie parku odnotowano 903 gatunki roślin naczyniowych. Rosną tu zagrożone wyginięciem (EN) Pitcairnia petraea i Tamania chardonii, narażona na wyginięcie (VU) Espeletia incana, a także m.in.: Quercus humboldtii, Orphanodendron bernalii, Condylopodium hyalinifolium, Lessingianthus yariguierum i Hebeclinium squamosum.

## Fauna
W parku występują 82 gatunki ssaków. Są to krytycznie zagrożony wyginięciem (CR) czepiak brązowy, narażone na wyginięcie (VU) ponocnica lemurowata, ponocnica szaroręka, tamaryna białonoga, mazama karłowata, mrówkojad wielki, pekari białobrody i andoniedźwiedź okularowy, a także m.in.: wiewióreczka kolumbijska, wydrak długoogonowy, jaguar amerykański, puma płowa, pakarana Branickiego, ostronosek górski, kabassu północny.
Odnotowano tu obecność 501 gatunków ptaków. Są to krytycznie zagrożone wyginięciem (CR) pręgostrzyżyk brązowy i czubacz niebieskodzioby, zagrożone wyginięciem (EN) epoletowiec kasztanowaty, krytonosek szarogłowy i czubacz hełmiasty, narażone na wyginięcie (VU) elfik czarny, cukrownik turkusowy i przepiór białolicy, a także m.in.ː grdacz soplowaty, złocik miedziany, barwinka złotogłowa, amazoneczka ognistogłowa, habia szara, szmaragdzik rudobrzuchy.
W parku zarejestrowano 26 gatunków gadów i 31 gatunków płazów, w tym dwa gatunki płazów narażonych na wyginięcie (VU)ː Andinobates virolinensis i Rulyrana adiazeta.